# Ortygospiza fuscocrissa
Ortygospiza fuscocrissa är en fågelart i familjen astrilder inom ordningen tättingar. Den betraktas oftast som underart till vaktelastrild (Ortygospiza atricollis), men urskiljs som egen art av Howard & Moore.
Fågeln omfattar fem underarter med följande utbredning:
- Ortygospiza fuscocrissa fuscocrissa – höglänta områden i Etiopien och Eritrea
- Ortygospiza fuscocrissa muelleri – södra Kenya, Tanzania, Malawi, Zambia och Angola till västra Zimbabwe och nordcentrala Sydafrika
- Ortygospiza fuscocrissa smithersi – nordöstra Zambia
- Ortygospiza fuscocrissa smithersi – norra Botswana och närliggande nordvästra Zimbabwe
- Ortygospiza fuscocrissa digressa – östra Zimbabwe, södra Moçambique, Sydafrika, Lesotho, Swaziland

IUCN erkänner den inte som art, varför den inte placeras i någon hotkategori.